# Zygmunt Hohenzollern (1468–1495)
Zygmunt Hohenzollern (ur. 27 września 1468 w Ansbach, zm. 26 lutego 1495 tamże) – margrabia brandenburski na Bayreuth od 1486.
Był piątym synem Albrechta III Achillesa, margrabiego brandenburskiego, a zarazem drugim pochodzącym z jego drugiego małżeństwa z Anną, księżniczką saską.
Na mocy Dispositio Achillea wydanego przez Albrechta Achillesa w 1473 Brandenburgię miał odziedziczyć jego syn Jan Cicero, tzw. Unterland (obecnie Frankonia Środkowa) z miastem Ansbach miał przypaść Fryderykowi, z kolei tzw. Oberland (obecnie Górna Frankonia) z miastem Bayreuth - Zygmuntowi. Pozostali synowie Albrechta Achillesa zmarli w niemowlęctwie lub dzieciństwie.
Po śmierci ojca w 1486 odziedziczył Bayreuth. Zmarł 26 lutego 1495 w Ansbach. Został pochowany w Heilsbronn.
Zygmunt nie założył rodziny. Zmarł bezpotomnie, dlatego Bayreuth odziedziczył po nim jego starszy brat Fryderyk, margrabia brandenburski na Ansbach.